# Грб Севастопољa
Грб Севастопољa је званични симбол једног од субјеката Руске Федерације са статусом федералног града — Севастопоља. Грб је званично усвојен 21. априла 2000. године и био је кориштен и у вријеме док је град био у саставу Украјине.
Данашњи грб Севастопоља је првобитно установљен 1969. године и то је други познати грб овог града (први је онај из 1893). 

## Опис грба
Грб је хералдички штит француског типа, на коме су приказани симболи двије одбране града - Споменик потопљеним бродовима и медаља „Златна звијезда“. Штит је дијагонално подјељен на плаво и бијело поље, на коме леже приказани симболи. Плава симболизује море, а бијела - бијели камени град. Ловоров вијенац златне боје, спаја поља симболизујући заједничку историјску прошлост града.

## Галерија грбови Севастопоља
- царски грб Севастопоља 
 (1893—1917)
- Грб Севастопоља 
 (1969—2000)
- Грб Севастопоља 
 (2000—данас)
- херојски грб 
 (грб популаран од 2014)
- Грб Инкермана
- Грб Каче
- Грб Балаклаве